# 貝克 (佛羅里達州奧卡魯沙縣)
貝克（英語：Baker）是位於美國佛羅里達州奧卡魯沙縣的一個非建制地區。該地的面積和人口皆未知。

## 地理
貝克的座標為30°47′50″N 86°40′53″W / 30.79722°N 86.68139°W，而該地的平均海拔高度為76米（即249英尺）。